# Tawan Vihokratana
Tawan Vihokratana (ตะวัน วิหครัตน์), noto anche con lo pseudonimo di Tay (เต) (20 luglio 1991), è un attore televisivo e modello thailandese.

## Biografia
Laureatosi in economia all'Università Chulalongkorn, ha debuttato grazie al reality show Five Live Fresh, un programma di ricerca di talenti in onda su Thai TV5. Il suo primo ruolo d'attore è nella serie televisiva Room Alone, nel 2014, mentre l'anno successivo recita nella terza stagione ("Don't") di Ugly Duckling - Luk pet khire.
Nel 2016 è nel cast ricorrente, in coppia con Thitipoom Techaapaikhun (New) in Kiss: The Series - Rak tong chup; entrambi riprenderanno il ruolo, stavolta tra i protagonisti, nel 2018 con la serie prequel Kiss Me Again - Chup hai dai tha nai nae ching.
Nel 2017 è nel cast di Secret Seven - Thoe khon ngao kap khao thang chet, interpretando Alan. 
Tra i suoi hobby ci sono la fotografia e il viaggio, mentre ha una grande passione per gli animali

## Filmografia

### Televisione
- Room Alone - serie TV (2014-2015)
- Ugly Duckling - Luk pet khire - serie TV, 7 episodi (2015)
- Kiss: The Series - Rak tong chup - serie TV (2016)
- Lovey Dovey - serie TV (2016-2017)
- Little Big Dream - Khwam fan an sungsut - film TV (2016)
- Lovey dovey - Plan rai nay jaoleh, 20 episodi (2016)
- U-Prince Series - serie TV, 3 episodi (2016-2017)
- Secret Seven - Thoe khon ngao kap khao thang chet - serie TV, 12 episodi (2017)
- Season of Love - serie TV (2018)
- Kiss Me Again - Chup hai dai tha nai nae ching - serie TV, 14 episodi (2018)
- Love Songs Love Series To Be Continued - Reung tee kho - serie TV (2018)
- Rai saneh ha - serie TV (2018)
- Our Skyy - Yak hen thong fah pen yang wan nan - miniserie TV, 1 episodio (2018)
- I'm Tee, Me Too - serie TV (2020)
- Military of Love - serie TV (2021)

## Programmi televisivi
- Five Live Fresh (Thai TV5/Bang Channel)
- F-TUBE (GMM 25)
- Rod rong rian (GMM 25, 2018)